# دانشگاه گلستان
دانشگاه گلستان یکی از دانشگاه های دولتی شمال ایران در شهر گرگان در استان گلستان است که درحال ساخت خوابگاه دولتی و دارای خوابگاه غیردولتی می باشد
. این دانشگاه دارای چهار دانشکده علوم پایه، فنی و مهندسی گرگان، فنی و مهندسی علی آباد کتول و علوم انسانی و حدود ۱۷۵ نفر هیئت علمی است. بیش از ۴۵۹۰ دانشجو در دانشگاه گلستان در مقاطع کارشناسی، کارشناسی ارشد و دکتری به تحصیل و پژوهش مشغولند. 
دانشگاه گلستان با جداسازی دانشکده‌های علوم پایه، فنی و مهندسی گرگان، فنی و مهندسی علی آباد و علوم انسانی از دانشگاه علوم کشاورزی و منابع طبیعی گرگان که خود در سال ۱۳۳۶ خورشیدی بنا نهاده شده است، در سال ۱۳۸۷ تأسیس شد.

## دانشکده‌ها
دانشگاه گلستان دارای چهار دانشکده است که دو دانشکده علوم پایه و علوم انسانی و کلاس های تئوری از دانشکده فنی و مهندسی گرگان در سایت اصلی دانشگاه (سایت بهشتی) واقع شده اند. دانشکده فنی و مهندسی گرگان در خیابان الغدیر قرار دارد و یک دانشکده فنی و مهندسی هم در شهر علی آباد وجود دارد. البته پردیس جدید دانشگاه در کمربندی گرگان- گنبد (سرخنکلاته) در سال ۱۳۹۷ به بهره برداری نهایی رسیده است.
به‌طور کلی دانشگاه گلستان در حال حاضر دارای چهار دانشکده است. دانشکده علوم پایه به ریاست دکتر مسعود جوان، دانشکده علوم انسانی به ریاست دکتر هادی حاج زاده، دانشکده فنی و مهندسی گرگان به ریاست دکتر سید محمد جواد حسینی کهساری و دانشکده فنی و مهندسی علی آباد به ریاست دکتر نصیبه حاجیلری.

## خوابگاه دانشگاه گلستان
دانشگاه گلستان درحال ساخت خوابگاه دولتی و دارای چند پانسیون غیر دولتی در سطح شهرهای گرگان و علی آباد است. در شهر گرگان چهار پانسیون غیردولتی پسرانه و چهار پانسیون دخترانه و در شهر علی آباد هم دو خوابگاه دخترانه وجود دارد. قیمت یکی از خوابگاه های دانشگاه گلستان به نام خوابگاه تسنیم، با ظرفیت ۴نفره ماهیانه یک میلیون و سی هزار تومان, ۶نفره ماهیانه یک میلیون و بیست هزار تومان, ۸نفره ماهیانه یک میلیون و ده هزار تومان است.  این خوابگاه ها دارای نیاز های ابتدایی زندگی شامل تخت دوطبقه، گاز، حمام، یخچال، وسایل گرمایشی و سرمایشی است. 

## رشته ها
رشته‌های دانشگاه بیشتر در مقاطع کارشناسی و کارشناسی ارشد و در برخی رشته‌ها تا مقطع دکترا ارائه می‌شوند.

#### دانشکده علوم پایه:
- - علوم کامپیوتر
  - ریاضیات و کاربردها
  - آمار
  - فیزیک
  - شیمی کاربردی
  - زیست شناسی جانوری
  - زیست شناسی گیاهی
  - زمین شناسی

#### دانشکده علوم انسانی:
- - حقوق
  - اقتصاد
  - مدیریت بازرگانی
  - روانشناسی
  - جامعه شناسی
  - روابط عمومی
  - آموزش زبان انگلیسی
  - مترجمی زبان انگلیسی
  - زبان و ادبیات فارسی
  - زبان و ادبیات انگلیسی
  - جغرافیا
  - علوم ورزشی

#### دانشکده فنی و مهندسی گرگان:
- - مهندسی کامپیوتر
  - مهندسی برق
  - مهندسی مکانیک
  - مهندسی عمران
  - مهندسی معماری
  - مهندسی صنایع
  - مهندسی پلیمر
  - ارتباط تصویری

#### دانشکده فنی و مهندسی علی آباد کتول:
- - مهندسی عمران
  - مهندسی شیمی
  - مهندسی نقشه برداری

## تاریخچه
دانشگاه جامع گلستان در سفر اول هیئت دولت به استان گلستان مورد توجه واقع شد و توسط هیئت دولت تصویب و جهت اجرا ابلاغ شد. بر این اساس طی ابلاغیه ۱۲۲۶۸/۲۲ مورخ ۲۴ آبان ۱۳۸۵ وزارت علوم، تحقیقات و فناوری شماره ۱۸۲۲۵/۲۲ مورخ ۴ دی ۱۳۸۶ با ارتقاء آن به دانشگاه گلستان موافقت گردید. جمشید هومن به عنوان مسئول راه‌اندازی این دانشگاه از جانب وزیر وقت علوم محمدمهدی زاهدی منصوب گردید.
در پی آن با انتصاب دکتر رنجبر طی حکم شماره ۵۳۹۸/ و مورخه ۱۵ تیر ۱۳۸۷ تأسیس و توسعه این دانشگاه عملی گردید. در این راستا طی صورتجلسه‌ای به همین تاریخ و با امضاء خرمشاد معاون فرهنگی و اجتماعی وزارت علوم، رؤسای دو دانشگاه گلستان و علوم کشاورزی و منابع طبیعی، سه دانشکده علوم پایه، علوم انسانی و فنی مهندسی علی‌آباد بدون امکانات فیزیکی، آزمایشگاهی و نیروی انسانی (اداری و هیئت علمی)، به دانشگاه گلستان منتقل و این دانشگاه کار خود را آغاز نمود.

## شرحنشان‌وارهدانشگاه
- این نشان‌واره سمبلی از فردی در حال خواندن کتاب که نمادی از دانش و علم است.
- تکرار اِلِمانِ طراحی شده، تداعی‌کننده چند کتاب باز شده، انتشار، ورودی یک مرکز دانشگاهی آموزشی است.
- فضای منفی داخل آرم تداعی‌کننده ظرف مخصوص جوهر دان که حاکی از نوشتار و علم می‌باشد.
- شکل دایره نمادی از حرکت و تداوم، حرکت رو به جلو و پیشرفت است.
- به دلیل اینکه دانشگاه در استان گلستان قرار دارد، در مجموع، طرحی از رشد گیاه در کلیتِ نشان‌واره دیده می‌شود.[۱۳]

## مجلات دانشگاه
هم‌اکنون یک مجله به زبان انگلیسی و دو مجله به زبان فارسی در دانشگاه گلستان منتشر می‌شود.
- مجله انگلیسی زبان Planta Persica
- مجله آمایش جغرافیایی فضا
- مجله مطالعات انتقادی ادبیات بایگانی‌شده  در ۲۰۱۷-۱۰-۲۱ توسط Wayback Machine